# Manic Nirvana
Manic Nirvana è un album discografico in studio del cantante britannico Robert Plant, conosciuto come voce dei Led Zeppelin. Il disco è uscito nel 1990.

## Tracce
1. Hurting Kind (I've Got My Eyes on You) (Plant, Jones, Blackwell, Boyle, Johnstone) – 4:04
2. Big Love (Plant, Blackwell, Johnstone) – 4:24
3. S S S & Q (Plant, Jones, Blackwell, Boyle, Johnstone) – 4:38
4. I Cried (Plant, Johnstone) – 4:59
5. She Said (Plant, Jones, Blackwell, Boyle, Johnstone) – 5:10
6. Nirvana (Plant, Jones, Boyle) – 4:36
7. Tie Dye on the Highway (Plant, Blackwell) – 5:15
8. Your Ma Said You Cried in Your Sleep Last Night (Mel Glazer, Stephen Schlaks) – 4:36
9. Anniversary (Plant, Johnstone) – 5:02
10. Liars Dance (Plant, Boyle) – 2:40
11. Watching You (Plant, Blackwell, Johnstone) – 4:19